# Medi Dinu
Margareta Wechsler „Medi” Dinu (n. 22 decembrie 1908, Râmnicu Vâlcea, Vâlcea, România – d. 18 iulie 2016, București, România) a fost o pictoriță română de origine evreiască. S-a născut în Brezoi, județul Vâlcea, fiica contabilului evreu, Daniel Wechsler, și a violonistei Amalia Hirschfeld, care studiase vioara la Conservatorul din Cluj. 
Tânărul Daniel Wechsler a cunoscut-o pe încântătoarea Amalia Hirschfeld la cantina întreprinderii forestiere din Brezoi. Amalia era fiica lui Leopold și a Hlenei Hirschfeld, vorbitoare de germană și de maghiară, dar nu și de română.
Din cauza Gărzii de Fier, la vârsta de 8 ani, este obligată să părăsească orașul natal Brezoi, iar în următorii ani locuiește în mai multe orașe: București, Târgoviște, Cluj, Oradea, Râmnicu Vâlcea. A  scăpat de deportari datorită legii care a interzis deportarea veteranilor de război, iar tatăl ei luptase în Primul Război Mondial.

## Studii
Medi își desfășoară studiile, absolvă Institutul de domnișoare „Choisy-Mangâru” din București și vorbește în patru limbi: română, germană, maghiară și franceză.  
Încurajată de profesorul de artă, pictorul Costin Petrescu, artista își continuă studiile la Academia de Belle-Arte, avându-i ca profesori pe Jean Alexandru Steriadi și Ipolit Strâmbu. În același timp, studiază la Facultatea de Matematică cu Dan Barbilian și la Facultatea de Filosofie, sub conducerea lui Dimitrie Gusti și Nae Ionescu. 

## Carieră
A debutat în 1932, la Salonul Oficial de Alb și Negru din București cu un autoportret.
Un atelier de pictură organizat la Balcic, în 1934, avea să îi ofere teme ale unei viitoare expoziții, care redau peisaje din paradisul de la malul Mării Negre. În perioada 1934 -1939, a pictat la Balcic și tot aici, intră în contact cu mari nume ale picturii românești, precum Iosif Iser, Nicolae Dărăscu, Lucian Grigorescu, Victor Brauner, Gellu Naum, Sașa Pană, Geo Bogza. La Balcic face cunoștință și cu ziaristul și poetul avangardist Gheorghe Dinu (Stephan Roll, 1903—1974), care devine soțul ei.
În 1939, primarul din Balcic, Octavian Moșescu, o invită să-și expună lucrările alături de alți artiști din școala orașului. 
După cel de-al doilea război mondial, Partidul Comunist Român îi interzice să-și publice lucrările și începe să lucreze ca profesoară la o școală evreiască din București.
Între anii 1940 și 1986, Medi călătorește și lucrează în diferite orașe din România, Bulgaria și Franța. Operele ei rămân, în mare parte, necunoscute până în 2003, când revine la viața artistică și participă la expoziția „Seniori ai picturii românești contemporane” în din București unde primește aprecierea criticilor de artă.
La 8 martie 2016, de Ziua Internațională a Femeii, artista de 107 ani participă la vernisarea expoziției cu lucrări personale de pictură intitulată „Vârstele Tinereții” la Centrul Cultural Casa Artelor din București.
Numeroase lucrări sunt în muzee și colecții, cum ar fi: Muzeul de Artă din Constanța, Muzeul de Artă din Tulcea, Muzeul de Artă din Râmnicu Vâlcea, colecția Bibliotecii Metropolitane „Mihail Sadoveanu” din București, colecția Memorialului Eminescu din Ipotești, colecții particulare din România, Bulgaria, Franța, Israel, SUA.

## Stil artistic
Medi Dinu a realizat un număr impresionant de lucrări în creion, cărbune, acuarelă și ulei. Pictorița rămâne un spirit clasic, iar operele ei pot fi descrise ca o artă figurativă lirică, în plein air, cu o simplitate aproape matematică. Chiar dacă a lucrat și s-a împrietenit cu diferite personalități ale avangardei interbelice românești, ea nu a aprobat și nu a înțeles această mișcare, susținând că a fost deconectată de trecut.

## Decesul
Pictorița a încetat din viață la vârsta de 107 ani la Căminul pentru bătrâni „Moses Rosen”. Medi Wechsler Dinu este înmormântată la Cimitirul Filantropia.

## Distincții
În 2010, este premiată cu „Trofeul Victor Brauner” la cea de a doua Editie a Premiilor Niram Art.
În 2012, este decorată cu Premiul de Excelență la Salonul Arte în București.
La 8 martie 2016, la Centrul Cultural Casa Artelor, artista Medi Dinu a primit placheta de onoare din partea Primăriei Sectorului 3, în semn de recunoștință pentru contribuția remarcabilă pe care a avut-o la dezvoltarea artei și culturii naționale, precum și a patrimoniului artistic universal.
A fost membru al Uniunii Artiștilor Plastici din România.

## Vezi și
- MARGARETA WECHSLER – MEDI WECHSLER DINU Biografie
- MEDI WECHSLER DINU – O CONTEMPORANĂ INTERBELICĂ de Luiza BARCAN, Editura și Revista Niram Art, Madrid
- O zi cât un secol cu Medi Wechsler Dinu de Gheorghe Dican (pdf)
- Medi Wechsler Dinu pe WikiArt